# Glyphonotus alactaga
Glyphonotus alactaga är en insektsart som beskrevs av Miram 1925. Glyphonotus alactaga ingår i släktet Glyphonotus och familjen vårtbitare. Inga underarter finns listade i Catalogue of Life.